# Hot Rod (film)
Hot Rod is een Amerikaanse komische film uit 2007. De film haalde in haar openingsweekend US$5,3 miljoen binnen aan de Amerikaanse bioscopen en was al gauw al vrij onsuccesvol. In totaal werd ruim US$14 miljoen verdiend, en nadien nog eens US$14,5 miljoen met de Dvd.

## Verhaal
Rod Kimble werd altijd voorgehouden dat zijn vader een gerespecteerd stuntman was die voor Evel Knievel werkte en bij een fatale motorfietssprong het leven had gelaten. Zijn moeder is hertrouwd met Frank Powell die ook al een zoon, Kevin, heeft. Frank heeft geen respect voor Rod omdat hij eigenlijk een nietsnut en een slappeling is. Zijn pogingen om over objecten te springen met zijn bromfiets mislukken ook meestal. Rod heeft zich tot doel gesteld het als stuntman te maken en Frank in een gevecht te verslaan om alzo diens respect te winnen.
Na een mislukte sprong over het plaatselijke zwembad komt Rod te weten dat Frank dringend een harttransplantatie nodig heeft of anders zal sterven. Omdat Rod nog steeds zijn respect niet heeft vat hij het plan op een spectaculaire stunt uit te voeren en hiermee de benodigde US$50.000 op te halen om de operatie te bekostigen. Intussen wordt ook zijn buurmeisje Denise lid van zijn stuntteam, dat voorts uit zijn halfbroer en twee vrienden bestaat.
Eerst zamelen ze geld in om de stunt te organiseren en voeren ze promotie. Kevin maakte een filmpje met Rods voorbije stuntpogingen en vertoont het in de plaatselijke bioscoop. Als het publiek begint te lachen met Rods mislukkingen wordt die kwaad en gooit de projector uit het raam. Uiteindelijk moet hij het reeds ingezamelde geld aanwenden om de schade te vergoeden. Vernederd geeft Rod zijn droom om stuntman te worden en die om zijn stiefvader te verslaan op.
Nadat zijn vrienden zonder succes op hem inpraatten maakt Rod het weer goed met Kevin. Die vertelt hem dat het filmje een groot succes in op het internet en dat een lokale radiozender bereid is de stunt te bekostigen in ruil voor de exclusieve uitzendrechten. De stunt, waarbij Rod met een nieuwe crossmotor over vijftien bussen zal springen, wordt groots opgezet en er komt ook veel volk op af. Die dag verlaat Denise ook haar vriend en kiest voor Rod.
Rods sprong gaat goed van start, maar tijdens de sprong gaat hij van de motor en komt zwaar ten val. Na een tijd staat hij schijnbaar slechts lichtgewond terug op, onder luid applaus van het publiek. Daardoor slaagt hij erin 50 000 dollar in te zamelen en krijgt zijn stiefvader een nieuw hart. Ten slotte gaan de twee een gevecht aan en voor het eerst slaagt Rod erin Frank te verslaan, en verkrijgt hij eindelijk diens respect.

## Rolbezetting
| Acteur        | Personage    | Opmerkingen                                                                   |
| ------------- | ------------ | ----------------------------------------------------------------------------- |
| Andy Samberg  | Rod Kimble   | Wannebe-stuntman                                                              |
| Jorma Taccone | Kevin Powell | Rods halfbroer en teammanager                                                 |
| Bill Hader    | Dave         | Vriend en teamlid van Rod                                                     |
| Danny McBride | Rico         | Vriend en teamlid van Rod                                                     |
| Isla Fisher   | Denise       | Rods buurmeisje op wie hij stiekem verliefd is en die lid van zijn team wordt |
| Sissy Spacek  | Marie Powell | Rods moeder                                                                   |
| Ian McShane   | Frank Powell | Rods stiefvader                                                               |
| Will Arnett   | Jonathan     | Denises arrogante vriend                                                      |